# Elymnias dohrni
Elymnias dohrni is een vlinder uit de onderfamilie Satyrinae van de familie Nymphalidae. De wetenschappelijke naam van de soort is voor het eerst geldig gepubliceerd in 1895 door Ludwig Martin & Lionel de Nicéville.